# Сандра Велнер
Сандра Лі Велнер (англ. Sandra Leah Welner; 1958–2001) — американська лікарка, винахідниця, організаторка медичних послуг для інвалідів.

## Дитинство та освіта
Сандра Велнер народилася та виросла в Піттсбурзі, Пенсільванія. Є дочкою Нікодема і Барбари Саф'єр Вельнер. Її батьки були польськими емігрантами, навчалися у Великій Британії. Її батько був інженером-будівельником, а мати була медсестрою. Сандра закінчила Гілельську академію в 1975 році. Згодом пройшла курс прискореної медичної освіти у Ліхайському університеті та отримала диплом медичного коледжу при Дрексельському університеті у 1981 році (у віці 22 років). Вона продовжила навчання за спеціальністю акушер-гінеколог в Єльському університеті.

## Кар'єра
Велнер почала свою кар'єру працюючи хірургом і спеціалістом з безпліддя, керуювала жіночою клінікою в Атланті, штат Джорджія. 1987 року вона пережила серцевий напад у Нідерландах. Ускладнення від нападу призвели до неврологічних порушень, зокрема, вплинули на рухливість, зір і дрібну моторику. Після п'ятирічної реабілітації вона змогла відновити роботу в медицині, але хірургічну практику продовжити не змогла. При ходьбі змушена використовувати тростину та інші опори.
Лікарська практика Велнер після травми була зосереджена на первинному лікуванні інвалідів. Її практика розташовувалась у Вашингтоні, що дозволяло Велнер консультуватися з федеральними агентствами такими, як Американське онкологічне товариство та інші національні організації. Сандра Велнер була доцентом акушерства та гінекології в Джорджтаунському університеті та медичних школах Мерілендського університету. Вона була автором декількох журнальних статей та двох книг про здоров'я та інвалідність жінок . Її «Посібник Велнер з догляду за жінками-інвалідами» (Welner's Guide to the Care of Women with Disabilities) вийшов посмертно.
Працюючи з пацієнтами-інвалідами, Велнер винайшла спеціальний стіл для огляду пацієнтів (який згодом назвали стіл Велнер), на якому можна регулювати нахил та висоту поверхні для легшого перенесення людини з інвалідного візка. Такий стіл також є зручним для лікаря-інваліда, дозволяючи ширший діапазон позицій для проведення обстеження.

## Особисте життя
Брати Сандри Майкл Велнер і Алан Велнер також були лікарями (Майкл — судовий психіатр, Алан, лікар-фізіолог).
У 2001 році з Сандрою Велнер стався нещастий випадок: полум'я свічки перекинулося на одяг Сандри. Велнер отримала сильні опіки та померла від ускладнень. Вона похована на Єврейському центральному кладовищі Parkway в окрузі Аллегені, штат Пенсільванія.

## Вшанування
Професійний довідник «Посібник Велнер з догляду за жінками-інвалідами» вийшов у видавництві Lippincott Williams & Wilkins 2003 року (після смерті авторки).
У 2004 році її посмертно ввели у Національний зал слави інвалідів у Колумбусі, штат Огайо.
Стіл Велнер досі знаходиться у виробництві і використовується у багатьох клініках в усьому світі.

### Статті
- Welner, Sandra; DeCherney, Alan H.; Polan, Mary Lake (January 1988). Human menopausal gonadotropins: A justifiable therapy in ovulatory women with long-standing idiopathic infertility. American Journal of Obstetrics and Gynecology. 158 (1): 111—117. doi:10.1016/0002-9378(88)90789-2.
- Welner, Sandra L. (1997). Gynecologic Care and Sexuality Issues for Women with Disabilities. Sexuality and Disability. 15 (1): 33—40. doi:10.1023/A:1024715514119.
- Welner, Sandra L. (April 1998). Screening Issues in Gynecologic Malignancies for Women with Disabilities: Critical Considerations. Journal of Women's Health. 7 (3): 281—285. doi:10.1089/jwh.1998.7.281.
- Welner, Sandra (1998). Reproductive endocrinology and disability: the effect of disability on menstrual cyclicity and fertility. Infertility and Reproductive Medicine Clinics of North America. W.B. Saunders Company. 9: 689—698.
- Welner, Sandra L.; Foley, Catherine C.; Nosek, Margaret A.; Holmes, Ann (1999). Practical Considerations in the Performance of Physical Examinations on Women With Disabilities. Obstetrical & Gynecological Survey. 54 (7): 457—462. doi:10.1097/00006254-199907000-00025. ISSN 0029-7828.
- Welner, Sandra L. (1999). Contraceptive Choices for Women with Disabilities. Sexuality and Disability. 17 (3): 209—214. doi:10.1023/A:1022124804968.
- Welner, Sandra L. (1999). Menopausal Issues. Sexuality and Disability. 17 (3): 259—267. doi:10.1023/A:1022185123624.
- Welner, Sandra L. (1999). Conducting a Physical Examination on a Woman with a Disability. Sexuality and Disability. 17 (3): 199—203. doi:10.1023/A:1022120704060.
- Welner, Sandra L. (1999). Infertility and Management Approaches for Women with Disabilities. Sexuality and Disability. 17 (3): 233—236. doi:10.1023/A:1022181022715.
- Welner, Sandra L. (1999). Managing the Menstrual Cycle in Women with Disabilities. Sexuality and Disability. 17 (3): 205—207. doi:10.1023/A:1022172720898.
- Welner, Sandra L. (2000). Sexually Transmitted Infections in Women with Disabilities: Diagnosis, Treatment, and Prevention: A Review. Sexually Transmitted Diseases. 27 (5): 272—277. doi:10.1097/00007435-200005000-00007. ISSN 0148-5717.
- Welner, Sandra L.; Simon, James A.; Welner, Barbara (2002). Maximizing health in menopausal women with disabilities. Menopause. 9 (3): 208—219. doi:10.1097/00042192-200205000-00009. ISSN 1072-3714.

### Книги
- Welner, Sandra L. (1993). Neurologic Syndromes Affecting Spinal Cord Function. У Florence Haseltine; Sandra S. Cole; David B. Gray (ред.). Reproductive issues for persons with physical disabilities. Baltimore: Paul H. Brookes Publishing Company. с. 275 et. seq. ISBN 9781557661111.
- Welner, Sandra L. (1998). Caring for the woman with a disability. У Lila A. Wallis; Anne Sharnoff Kasper (ред.). Textbook of women's health. Philadelphia, PA: Lippincott-Raven. с. 87–92. ISBN 9780316919913.
- Sandra L. Welner; Florence Haseltine, ред. (2004). Welner's Guide to the care of women with disabilities. Philadelphia: Lippincott Williams & Wilkins. ISBN 978-0781735322.